# Чихачёв, Сергей Игоревич
Серге́й И́горевич Чихачёв (род. 9 сентября 1973, Москва) — российский сценарист, писатель, журналист, режиссёр и актёр. Один из авторов телепередачи о компьютерных играх «От винта!».

## Биография
Родился в Москве. С перерывом учился на факультете журналистики МГУ имени М. В. Ломоносова (окончил в 2002 году), где познакомился с другим будущим соавтором программы «От винта!» Антоном Зайцевым. Также получал образование журналиста в Карловом Университете в Праге с 1991 по 1993 год.
В начале 1990-х годов сотрудничал с газетами «Московский автотранспортник», «Вечерний клуб» и «Калининградская правда» в качестве внештатного корреспондента. Попробовав себя в печатной прессе, Сергей работал редактором и сценаристом для программ каналов ТВ-6 и РТР. Весной 1995 года при поддержке журналиста Дмитрия Захарова на канале РТР выходит передача «От винта!» (название придумал сам Чихачёв), позже перешедшая на НТВ. В «От винта!» Чихачёв был режиссёром и одним из сценаристов, озвучивал сюжеты о компьютерных играх, а также играл в небольших сценках запоминающихся персонажей, таких, как «Командира Нортона», викинга Тора Рагнарёка и фашиста — бывшего командира танковой дивизии.
В 1998 году Сергей, выполняя редакционное задание «От винта!», пришёл на студию «Пифагор», где проходил дубляж диснеевского мультфильма «Робин Гуд» (1973) под руководством Марины Александровой. Он прошёл пробы и озвучил в мультфильме одного из главных антагонистов — стервятника Натси (англ. Nutsy, дословный перевод — «Сумасшедший»). Впоследствии в 2005 году Марина Александрова пригласила Сергея Чихачёва на дубляж ещё нескольких классических мультфильмов студии Disney.
Кроме актёрской, сценарной и журналистской работы Чихачёв также написал повесть «Механическая сюита» (по мотивам которой был снят одноимённый фильм), а также сатирический роман «Кунст (не было кино)», премьера которого состоялась в московском доме книги «Молодая гвардия» 16 февраля 2011 года.
С 2002 по 2008 год — главный редактор программы «Синемания», также начинает заниматься озвучиванием компьютерных игр.
В 2010 году Сергей прекращает постоянную работу на телевидении, и его основной профессией становится дубляж фильмов, сериалов и мультсериалов, а также чтение аудиокниг и участие в радиоспектаклях. С того же времени озвучивает персонажей Арнольда Шварценеггера практически во всех фильмах, вышедших в России после возвращения последнего в кинематограф.
В 2011 году по предложению тогдашнего главного редактора журнала «Вокруг света» Сергея Пархоменко Сергей написал две статьи, опубликованные в номерах данного журнала за июнь и октябрь.
С 2014 по 2020 год озвучивал видеоролики для канала YouTube журнала «Игромания». Также является официальным голосом игры League of Legends на канале YouTube.
Занимается техническим дайвингом, уровень Advanced Trimix TDI. Сертифицирован в качестве яхтенного шкипера британской Королевской яхтенной ассоциацией, ступень RYA Coastal Skipper. Байкер.

## Общественная позиция
Участвовал в протестных акциях в 2012 и 2013 годах.
В августе 2013 года выразил своё негативное отношение к введению социальной нормы потребления электроэнергии, составив обращение к человеку, одобрившему правительственное постановление, — премьер-министру России Дмитрию Медведеву.
В мае 2015 года подписал открытое письмо книжного сообщества в поддержку фонда «Династия», который Министерство юстиции РФ признало «иностранным агентом».
О состоянии современного телевидения отзывается следующим образом: «Общественно-политическое вещание и всё остальное сдохло. Мне нравится то, чем сейчас занимаюсь, но сам факт, что две профессии умерли при жизни — журналистика и телевидение, — это неприятно».

## Творчество

### Участие в телепередачах
- с 1993 по 1995 год — программа «Автомиг» (РТР) — редактор, ведущий, корреспондент[13];
- с 1993 по 1994 год — программа «Звёзды говорят» (РТР) — автор сценария[13];
- 1994 год — телеспектакль «У носорога» (ТВ-6) — автор сценария[13];
- с 1996 по 1998 год — программа «Утренний экспресс» (РТР) — автор сценария, озвучка[13];
- 1997 год — программа «На ночь глядя» (РТР) — автор сценария, озвучка[13];
- с 20 мая 1995 года по 27 сентября 1998 года — «От винта!» (РТР, НТВ) — режиссёр, автор сценария, эпизодические роли («Командир Нортон», хакер Анатолий Степанович, компьютерный пират, Тор Рагнарёк, «Доу Джонс», боец спецподразделения, художник Аристарх Петрович);
- с 1999 по 2000 год — программа «Вести» (РТР) — выпускающий редактор вечерних выпусков;
- с 2000 по 2002 год — программа «Киновости» (НТВ+) — главный редактор;
- с 2002 по 2008 год — программа «Синемания» (телеканал «Россия») — режиссёр, шеф-редактор[7][13];
- с 2004 по 2006 год — программа «Эра DVD» (НТВ+) — редактор;
- с 2007 по 2009 год — программа «Навигатор» (телеканал «Бибигон») — режиссёр, автор сценария, закадровый голос;
- с 2008 по 2009 год — программа «Один день на съёмочной площадке…» (телеканал «Парк развлечений») — диктор;
- 2009 год — закадровый голос телеканала «Домашние животные»;
- с 2009 по настоящее время — озвучивание материалов в «Видеомании»;
- 2013 год — документальный фильм «Конструктивисты. Опыты для будущего. Родченко» — закадровый голос;
- 2014—2015 — рубрика «От винта!» программы «Навигатор игрового мира» — в роли самого себя (2 выпуск), байкер (6 выпуск), голос «Кровавого барона» из игры «Ведьмак 3: Дикая Охота» (44 выпуск)
- с 2018 года — программа «Полигон» на Youtube-канале «War Thunder. Официальный канал» — закадровый голос;

### Книги
- «Механическая сюита» (2001)
- «КУНСТ (не было кино). Роман с приложениями» (2011)

### Фильмография
- «Прощай, Глухарь! Необыкновенный концерт» (2011) — режиссёр
- «Шпион» (2012) — офицер НКВД
- «Деструкторы» (короткометражный) (2014) — байкер
- «Книжный переплёт» (короткометражный) (2016)
- «Романс для валторны» (короткометражный (2019)
- «Время под солнцем» (короткометражный) (2021) — водитель катафалка
- «Кто там?» (2022) — фельдшер (новелла «Твоя боль»)
- «Кибердеревня» (2023) — фермер Николай
- «Волшебный участок» (2023) —  берендей Медведь
- «Красный 5» (2024) — переговорщик

Для YouTube-канала Birchpunk:
- «RUSSIAN CYBERPUNK FARM // РУССКАЯ КИБЕРДЕРЕВНЯ» (короткометражный) (2020) — фермер Николай[14]
- «RUSSIAN SPACETRAIN // РУССКИЙ КОСМОПОЕЗД feat. BadComedian» (короткометражный) (2021) — фермер Николай
- «RUSSIA TOMORROW NEWS // РОССИЯ ЗАВТРА: НОВОСТИ» (короткометражный) (2021) — ведущий специалист Ижевск Дайнемикс

### Сценарист
- Механическая сюита (2001)
- Аурум (2013)

### Дубляж и закадровое озвучивание

#### Фильмы

##### Арнольд Шварценеггер
- 2015 — Терминатор: Генезис — T-800 / Терминатор[15]
- 2013 — Возвращение героя — шериф Рэй Оуэнс[7]
- 2012 — Неудержимые 2 — Тренч[8]

##### Другие фильмы
- 2021 — Французский вестник — Мозес Розенталер (Бенисио дель Торо)[16]
- 2021 — Чёрная вдова — Алексей Шостаков / Красный страж (Дэвид Харбор)[17]
- 2015 — Мстители: Эра Альтрона — Альтрон (Джеймс Спейдер)[15]
- 2012 — Хоббит: Нежданное путешествие — Радагаст Бурый (Сильвестр Маккой)[8]
- 1993 — Парк Юрского периода — Рэй Арнольд (Сэмюэл Л. Джексон)[8]

#### Мультфильмы и мультсериалы
- Дамбо (1942) — Тимоти К. Маус[7]
- Робин Гуд (1973) — стервятник Натси[18]
- Волки, ведьмы и великаны[англ.] (1995)[19]
- В поисках Дори (2016) — осьминог Хэнк[18]
- Любовь, смерть и роботы (2019—2021) — кот («Три робота»), Реншу («Доброй охоты»), «Зи́ма Блю»[20]

#### Компьютерные игры
- 2002 — 12 стульев[21] — Подберёзный
- 2002 — Grand Theft Auto: Vice City — Фил Кэссиди[22]
- 2007 — Assassin’s Creed — Уильям Монферрат[23]
- 2008 — Need for Speed: Undercover — Гектор Мэйо[23]
- 2008 — World of Warcraft — Тралл (контент BC), Калесгос (босс), Кологарн, Сартарион, Волхан, Локен, Гаррош Адский Крик[4]
- 2009 — Call of Duty: Modern Warfare 2 — Джон «Соуп» Мактавиш[24][25]
- 2009 — Resident Evil 5 — Джош Стоун[23]
- 2009 — Uncharted 2: Among Thieves — Зоран Лазаревич[23]
- 2009 — The Whispered World — Синий шар[23]
- 2009 — Assassin’s Creed II — Франческо Пацци[23]
- 2009 — Batman: Arkham Asylum — Аарон Кэш[23]
- 2010 — Battlefield: Bad Company 2 — Аркадий Кириленко[23]
- 2011 — Call of Duty: Modern Warfare 3 — Джон «Соуп» Мактавиш[24][26]
- 2011 — Ratchet & Clank: All 4 One — Коперникус Лесли Кварк[23]
- 2011 — Battlefield 3 — Квинтон Коул[23]
- 2011 — Ведьмак 2: Убийцы королей — Лето из Гулеты[23]
- 2011 — Homefront — Бун Карлсон[23]
- 2011 — Assassin’s Creed: Revelations — Клэй Качмарек[23]
- 2012 — Need for Speed: Most Wanted — Диспетчер[23]
- 2012 — Risen 2: Dark Waters — Ворон[23]
- 2012 — Far Cry 3 — Уиллис Хантли[23]
- 2012 — Medal of Honor: Warfighter — Вуду[23]
- 2012 — LittleBigPlanet Karting — Шон Шпинат[23]
- 2012 — Diablo III — Монах[23]
- 2012 — Call of Duty: Black Ops II — Дэвид Мейсон[23]
- 2013 — Call of Duty: Ghosts — Томас Меррик[23]
- 2013 — Dead Island: Riptide — Логан Картер[23]
- 2013 — The Bureau: XCOM Declassified — Уильям Картер[23]
- 2013 — Sniper: Ghost Warrior 2 — Коул «Рэйзер 33» Сэндмен[23]
- 2013 — Ratchet & Clank: Nexus — Коперникус Лесли Кварк[23]
- 2014 — Assassin’s Creed Unity — Алоис Ла Туш[23]
- 2014 — Assassin’s Creed Rogue — Кристофер Гист[23]
- 2014 — Far Cry 4 — Уиллис Хантли[23]
- 2014 — Murdered: Soul Suspect — Бенджамин Бакстер[23]
- 2014 — Call of Duty: Advanced Warfare — Гидеон[23]
- 2015 — League of Legends — обзоры чемпиона, голос персонажа Галио, голос персонажа Дрейвен[3][27]
- 2015 — Ведьмак 3: Дикая Охота — Филип Стенгер (Кровавый Барон), Лето[3]
- 2015 — Assassin’s Creed Syndicate — Джек-потрошитель[3]
- 2015 — Battlefield Hardline — Карл Стоддард[23]
- 2016 — Overwatch — Уинстон[28]
- 2016 — Ratchet & Clank — Коперникус Лесли Кварк[23]
- 2016 — Killing Floor 2 — Крутой Санта[23]
- 2016 — Assassin’s Creed Chronicles — Илья[23]
- 2016 — Homefront: The Revolution — Уильям Симпсон[23]
- 2017 — StarCraft: Remastered — Стервятник, Зилот, Разведчик[29]
- 2017 — For Honor — Стигандр[23]
- 2017 — The Legend of Zelda: Breath of the Wild — Древо Деку[23]
- 2017 — Escape from Tarkov - Сергей ( ЧВК Bear )
- 2018 — Far Cry 5 — Уиллис Хантли[23]
- 2018 — Detroit: Become Human — Бен Коллинз[30]
- 2018 — Just Cause 4 — Ланца Моралес[23]
- 2018 — God of War — Брок[23]
- 2018 — Darksiders III — Повелитель пустот[23]
- 2019 — Metro Exodus — Крест[31], Капитан Эдуар Баранов
- 2019 — Tom Clancy’s The Division 2 — Президент Эллис[23]
- 2019 — Erica — Карл Стейнбек[23]
- 2019 — The Sinking City — Роберт Трогмортон[23]
- 2020 — Valorant — Агент «Brimstone»[32]
- 2020 — Cyberpunk 2077 — Виктор Вектор[33]
- 2021 — Outriders — Джек Таннер[34]
- 2021 — Encased: A Sci-Fi Post-Apocalyptic RPG — Иероним Земекис[23]
- 2021 — Resident Evil 8: Village — Герцог[35]
- 2021 — Ratchet & Clank: Rift Apart — Коперникус Лесли Кварк[36]
- 2021 — World of Tanks — Арнольд Шварценеггер[37]
- 2022 — Call of Duty: Modern Warfare II — Генерал Шепард[23]
- 2022 — Dying Light 2: Stay Human — Фрэнк Марви[23]
- 2023 — Horizon Call of the Mountain — Марад Безгрешный[23]